# Maksymilian Cercha

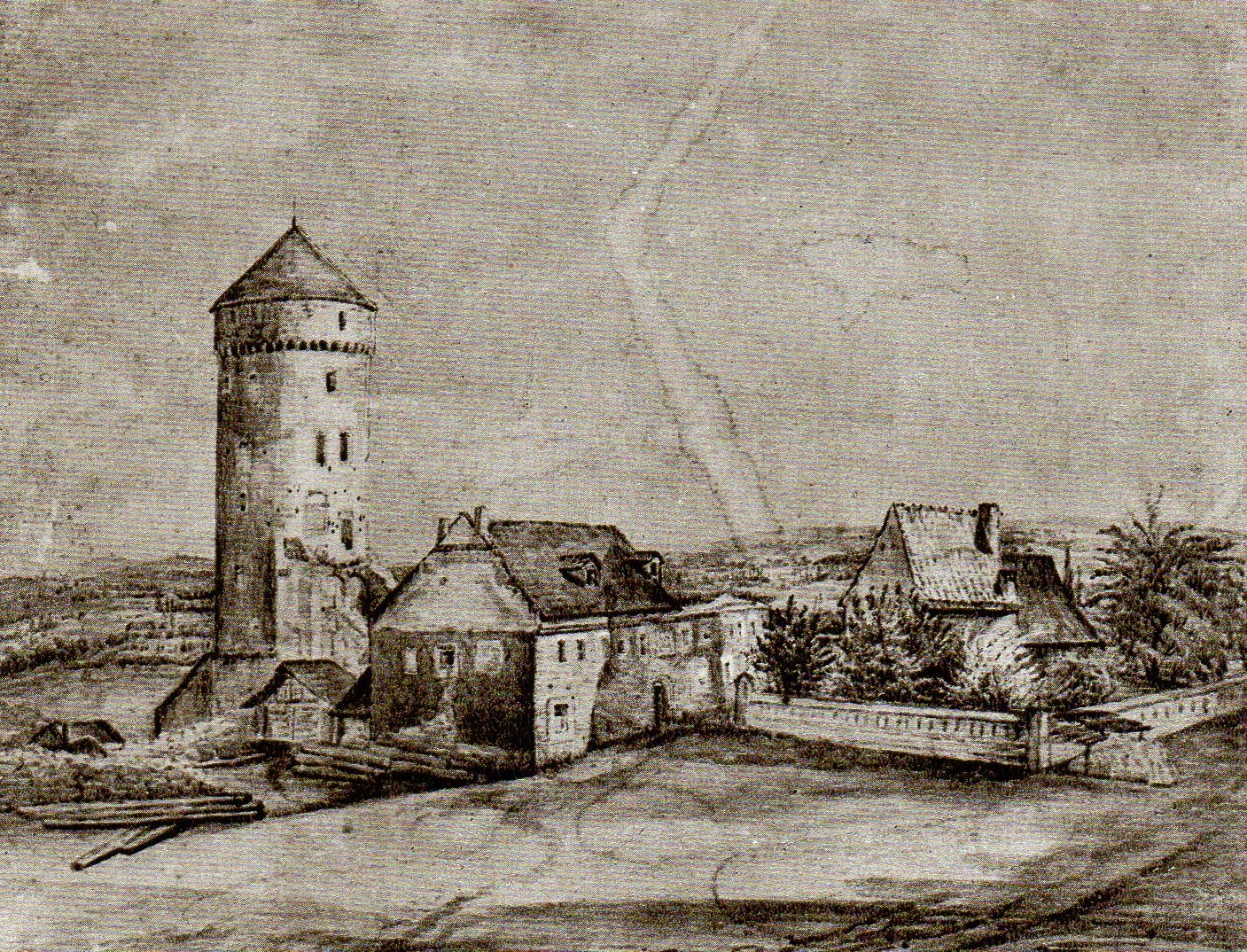
Der westliche Teil des Wawel-Hügels Zeichnung, vor dem Wiederaufbau von Maksymilian Cercha

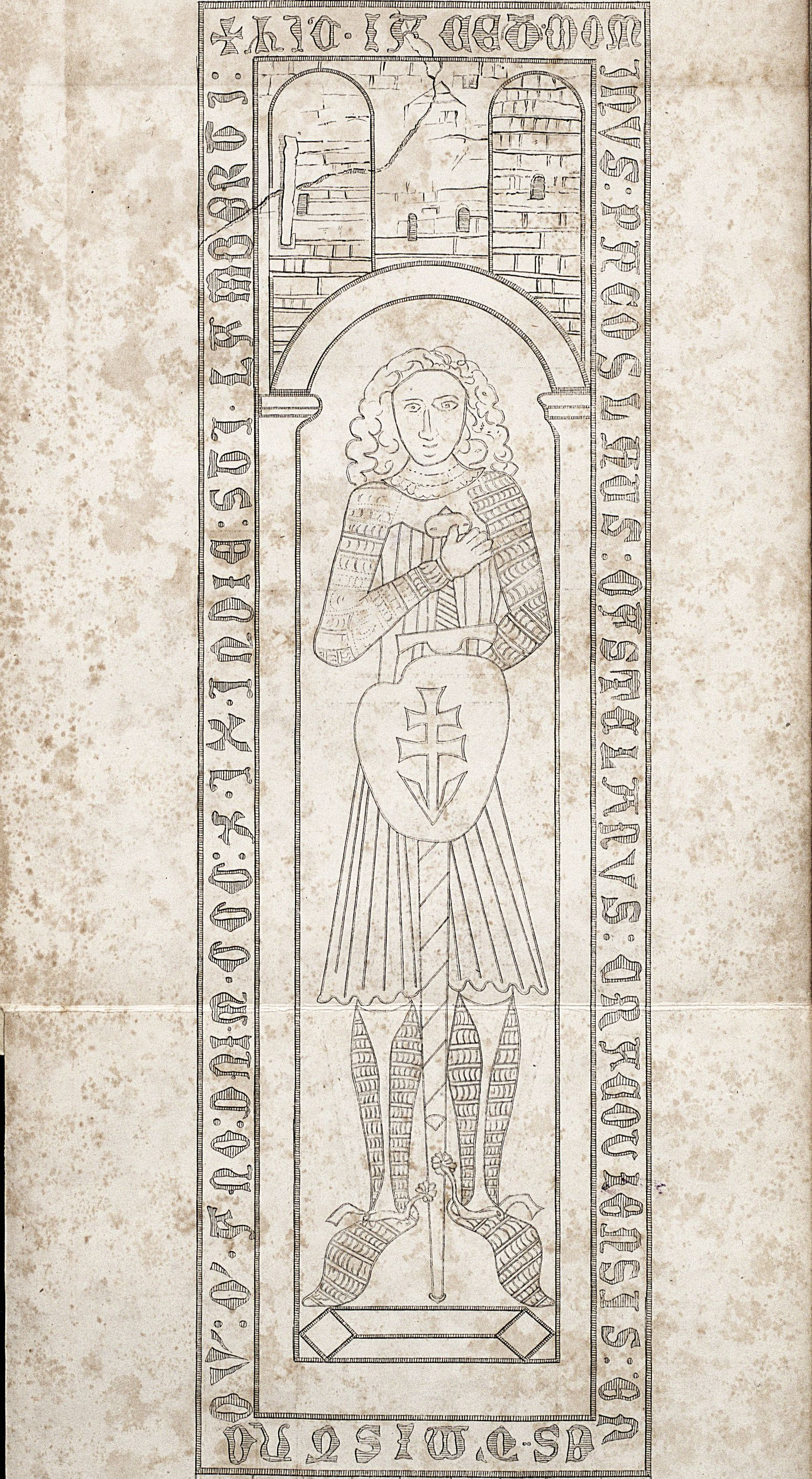
Pakosław z Mstyczowa Lithographie von Maksymilian Cercha

 Maksymilian Cercha  (* 12. Oktober 1818 in Krakau; † 29. Juni 1907 ebenda) war ein polnischer Maler und Zeichner, Neffe von Ezechiel Cercha und Vater von Stanisław Cercha.

## Leben
Er studierte an der Akademie der Bildenden Künste Krakau und 1839–1949 an der Mal- und Zeichenschule am Technischen Institut in Krakau, bei Jan Napomucen Bizański, Karol Ceptowski, Jan Nepomucen Głowacki und Wojciech Korneli Stattler. Tätig als Zeichenlehrer: 1843–1844 St. Florians-Schule; 1859–1863 Klosterschule in Staniątki und St. Barbara-Schule und Krakau. – Malte anfänglich unter dem Einfluss von Głowacki Tatra-Landschaft und Miniatur-Portraits. Ab ca. 1850 (Brand in Krakau) zeichnete und aquarellierte er präzis mit historischen Texten, die von dokumentarischen. Zu Cerchas Schülern zählten Stanisław Cercha (1867–1919) und Stanisław Tarnowski (1838–1909).

## Sammlungen der Bilder
- Krakau, Wojewódzkie Archiwum Państwowe.
- Krakau, Emmerich-Hutten-Czapski-Museum (filiale der Nationalmuseum in Krakau): ca. 150 Arbeiten (Zeichnungen mit Bleistift, Feder und Kreide; Aquarelle und Gouauchen).[1]
- Krakau, Jagiellonische Bibliothek, Gabinet Rycin: 5 Zeichnungen und 1 Aquarell; Kloster in Staniątki; Königin Jadwiga vertleit Brot unter den Armen, Öl auf Pappe, signierte, 1853.[1]
- Krakau, Historisches Museum der Stadt Krakau[1]
- Lemberg, Museum der Geschichte von Religion und Atheismus: Konrad Wallenrod, Öl, signierte, 1841.[1]
- Warschau, Nationalmuseum Warschau: 4 Zeichnungen mit Bleistift und Feder.[1]